# Secteurs halophiles et prairies humides de la vallée de la Nied
Secteurs halophiles et prairies humides de la vallée de la Nied este o arie protejată (sit de importanță comunitară — SCI) din Franța întinsă pe o suprafață de 737 ha, integral pe uscat.

## Localizare
Centrul sitului Secteurs halophiles et prairies humides de la vallée de la Nied este situat la coordonatele 48°59′23″N 6°25′58″E / 48.98972°N 6.43278°E.

## Înființare
Situl Secteurs halophiles et prairies humides de la vallée de la Nied a fost declarat arie specială de conservare în baza directivei 92/43 din 1992 referitoare la conservarea habitatelor naturale și a faunei și florei sălbatice pentru a proteja un număr necunoscut de specii din flora spontană și fauna sălbatică aflate în arealul zonei.

## Biodiversitate
Situată în ecoregiunea continentală, aria protejată conține 4 habitate naturale: Pășuni continentale udate de apa mării, Cursuri de apă de la nivel de câmpie la nivel montan, cu vegetație Ranunculion fluitantis și Callitricho-Batrachion, Liziere de ierburi înalte hidrofile de câmpie și de nivel montan până la alpin, Fânețe de joasă altitudine (Alopecurus pratensis, Sanguisorba officinalis).
La baza desemnării sitului se află un număr nedeclarat de specii protejate.
Pe lângă speciile protejate, pe teritoriul sitului au mai fost identificate 7 specii de plante, 1 specie de amfibieni.